# Research Consortium on Nearby Stars
Research Consortium on Nearby Stars (abreujat com RECONS) és un projecte per a la investigació de les estrelles més properes al sistema solar, tant individualment com a nivell de població. El principal objectiu és trobar aquelles estrelles encara no descobertes que s'hi troben a una distància de 10 parsecs (32,6 anys llum) del sistema solar, així com la caracterització de totes les estrelles dins d'aquest límit. En part, el projecte espera que un millor coneixement dels sistemes estel·lars del nostre entorn serveixi per tenir una imatge més clara dels sistemes estel·lars en el conjunt de la nostra galàxia.
El projecte ha descobert diverses nanes blanques i nanes vermelles, entre les quals cal destacar GJ 1061 al 1997, el vintè sistema més proper al sistema solar situat a 11,9 anys llum, i ha proporcionat la primera mesura exacta de la distància de DEN 0255 -4700, la nana marró més propera a la Terra, situada a 16,2 anys llum. Al novembre de 2006 RECONS va declarar que el consorci havia descobert 20 nous sistemes estel·lars dins dels 10 parsecs més propers a el sistema solar, a més de 8 nous sistemes descoberts entre 2000 i 2005.
El projecte és conduït per Todd Henry de la Universitat Estatal de Geòrgia, Atlanta, Estats Units. Altres astrònoms implicats en el projecte són Wei-Chun Jao, John Subasavage i Thom Beaulieu d'aquesta mateixa universitat, Phil Ianna de la Universitat de Virgínia en Charlottesville, i Edgardo Costa i René Méndez de la Universitat de Xile.